# Sentiero di Ho Chi Minh

La mappa del "sentiero di Ho Chi Minh"

Il sentiero di Ho Chi Minh o pista di Ho Chi Minh (in inglese Ho Chi Minh trail, in vietnamita Đường Trường Sơn, in khmer ផ្លូវលំហូជីមិញ Phlauvlom Hauchiminh) fu una rete di strade che andavano dal Vietnam del Nord al Vietnam del Sud, attraverso le nazioni confinanti di Laos e Cambogia, allo scopo di fornire supporto logistico ai Viet Cong e all'NVA durante la guerra del Vietnam. Erano una combinazione di strade per i camion e percorsi per pedoni e biciclette.

## Descrizione
Il nome, ispirato al presidente nordvietnamita Ho Chi Minh, è di origine americana. Nel Vietnam, venne chiamato Duong Truong Son, ovvero Strada di Truong Son, dal nome della catena montuosa nel Vietnam centrale.
LA COSTRUZIONE DEL SENTIERO
La costruzione su larga scala del Sentiero di Ho Chi Minh iniziò nel mese di maggio 1959 quando il Vietnam del Nord formò il Gruppo 559 che diede inizio all’infiltrazione di quadri e armi nel Vietnam del Sud bypassando la zona smilitarizzata, sul 17° parallelo, di confine tra i due Vietnam. Furono costruite capanne nel fitto della giungla e preparati nascondigli per i rifornimenti per dare la possibilità agli uomini che sarebbero passati in seguito di ristorarsi e di riposare. Le stazioni di sosta erano costruite a intervalli regolari. Con il passare del tempo, alcune stazioni opportunamente scelte - una dozzina in tutto - furono migliorate ed ampliate per poter offrire assistenza sanitaria, disponibilità di magazzini e aree di riposo; molte avevano orti dove i portatori potevano attingere quanto serviva loro in fatto di necessità alimentari, senza essere costretti a portarsi dietro il cibo per il viaggio. Fu attorno a queste stazioni di sosta che si sviluppò il Sentiero di Ho Chi Minh. Giovani uomini e donne - le brigate speciali giovanili – avevano il compito di migliorare le piste esistenti e di costruirne altre. Su alcune, dopo il 1964, era possibile far transitare veicoli. Il lavoro fu quanto mai duro perché condotto in condizioni climatiche proibitive e su un territorio tormentato. Sulle vette della Catena di Truong Son i sentieri dovevano essere scavati nella roccia, lanciando fragili ponti attraverso profondi crepacci e impetuosi torrenti di montagna. All’inizio i rifornimenti venivano trasportati sulle spalle dai portatori o appesi alle biciclette, ma nel 1965 fu possibile impiegare autocarri forniti dai sovietici e dai cinesi. Si rese quindi necessario fare altri lavori sul Sentiero di Ho Chi Minh. Le piste esistenti dovettero essere allargate e livellate e si costruirono parcheggi opportunamente mimetizzati per i veicoli e quelle attrezzature indispensabili per le riparazioni ed il rifornimento. Le brigate giovanili fornivano la mano d’opera, sostenute dai tecnici nord vietnamiti dotati di macchinari per le costruzioni stradali di fabbricazione sovietica e cinese. Fu un’impresa ciclopica, ma alla fine il Sentiero di Ho Chi Minh si trasformò in una rete funzionale di collegamento tra Nord e Sud.
IL VOLUME DEL TRAFFICO
È difficile - se non addirittura impossibile - stabilire con precisione il numero di soldati e la quantità di materiali transitati lungo il Sentiero di Ho Chi Minh negli anni di guerra. Non sono disponibili al riguardo dati di fonte nord vietnamita. I rifornimenti, invece di fluire al Sud in continuazione, venivano immagazzinati lungo il percorso: grandi quantità di materiale restavano ferme in attesa di future esigenze. Di certo nei primi anni, tra il 1959 e il 1964, il volume del traffico dipendeva da variabili quali il tempo (era possibile ad esempio trasportare più materiali durante la stagione asciutta, tra novembre e aprile, che non in quella dei monsoni) e le richieste dei guerriglieri dell’FLN. Nel 1966, il segretario alla difesa americano, Robert McNamara, stimò che i vietcong potevano continuare a restare attivi con meno di 60 tonnellate di rifornimenti (circa il carico di 20 camion) all’anno. A parte la quantità di armi, munizioni ed equipaggiamenti che si muoveva lungo il sentiero, la rete stradale aveva per Hanoi un’enorme importanza sul piano strategico. Consentiva, infatti, di ammassare truppe e rifornimenti per operazioni di cui i pianificatori nord vietnamiti sceglievano tempi e modi. Secondo stime del Servizio informazioni americano, nel 1964 (primo anno dell’infiltrazione al Sud) circa 10.000 soldati nord vietnamiti utilizzarono il Sentiero; questa cifra salì 36.000 nel 1965 e a 90.000 nel 1966. Nonostante i continui tentativi americani di bloccare o quanto meno rallentare il traffico tra Nord e Sud, queste cifre continuarono ad aumentare.
Il Generale nord vietnamita Van Tien Dung, comandante delle truppe comuniste nel Vietnam del Sud, affermò nel 1976, un anno dopo la fine della guerra: “Il Sentiero di Ho Chi Minh è stato il risultato del lavoro di più di 30.000 truppe e dei giovani lavoratori. La lunghezza di questo percorso, aggiunta a quella degli altri vecchi e nuovi percorsi strategici e percorsi utilizzati in varie campagne realizzate durante l'ultima guerra superano più di 20.000 km. Il percorso di oltre 1.000 km, di larghezza di 8 metri, che potremo vedere ora, è il nostro orgoglio. Con 5.000 chilometri di condotte posate attraverso fiumi e correnti profondi e sulle montagne alte più di 1.000 metri, siamo stati in grado di fornire carburante sufficiente per vari fronti di battaglia. Più di 10.000 veicoli da trasporto sono stati messi in strada… .”
PIANI E OPERAZIONI PER INTERROMPERE IL SENTIERO
Per interrompere il sentiero di Ho Chi Minh con le truppe di terra, il piano del Capo dello Stato Maggiore Generale dell'esercito sudvietnamita, generale Cao Van Vien, proposto nel 1965, prevedeva la fortificazione di una zona lungo il 17º parallelo da Dong Ha in Vietnam a Savannakhet al confine tra Laos e Thailandia. Lo stesso concetto venne proposto dal Comando degli Stati Maggiori riuniti americano nell'agosto 1965. Detto piano non venne né approvato e neanche respinto dal Segretario alla Difesa e dal Presidente. Anche il Generale Westmoreland era favorevole a tale operazione.
Secondo il piano del generale Cao Van Vien, detta linea fortificata avrebbe potuto essere presidiata da otto divisioni (cinque statunitensi, due sudcoreane e una sudvietnamita).
A causa di considerazioni politiche negli Stati Uniti, non venne fatto alcuno sforzo per bloccare il sentiero di Ho Chi Minh usando le truppe di terra fino al 1970, quando iniziò la campagna anche con forze terrestri nel territorio cambogiano (operazioni Toan Thang 43, Toan Thang 45 e Toan Thang 46), e successivamente anche nel Laos (operazione Lamson 719). Prima di queste campagne, sforzi intensivi di interdizione compiuti con numerosi attacchi aerei non impedirono ai nordvietnamiti di spostare centinaia di tonnellate di rifornimenti al giorno verso sud, lungo il sentiero di Ho Chi Minh.
L'11 novembre 1968 venne avviata l'operazione Commando Hunt. Lo scopo dell'operazione era di interdire il passaggio di uomini e rifornimenti lungo il sentiero di Ho Chi Minh, attraverso il Laos e nel Vietnam del Sud. Alla fine dell'operazione 3 milioni di tonnellate di bombe erano state sganciate sul Laos, ma questo rallentò soltanto senza interrompere seriamente le operazioni lungo il sentiero.